# Sonate K. 335
La sonate K. 335 (F.283/L.S.10) en ré majeur est une œuvre pour clavier du compositeur italien Domenico Scarlatti.

## Présentation
La sonate K. 335, en ré majeur, est notée Allegro. Elle présente un intérêt particulier et des aspects particuliers. Son changement d'humeur et de clé, de l'avis de Malipiero, donne de « véritables thèmes au cachet vénitien ». Le motif rythmique qui domine la sonate est l'anapeste () constitué de deux courtes et d'une longue.

## Manuscrits
Le manuscrit principal est le numéro 10 du volume VII (Ms. 9778) de Venise (1754), copié pour Maria Barbara ; l'autre est Parme IX 8 (Ms. A. G. 31414).

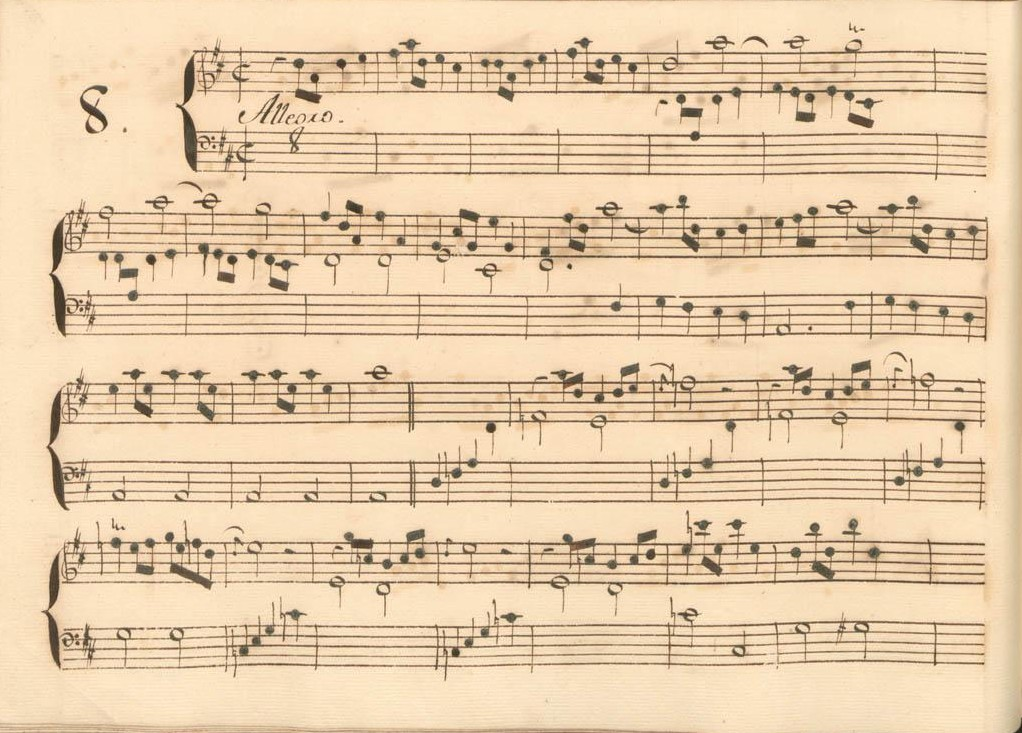
Parme IX 8.
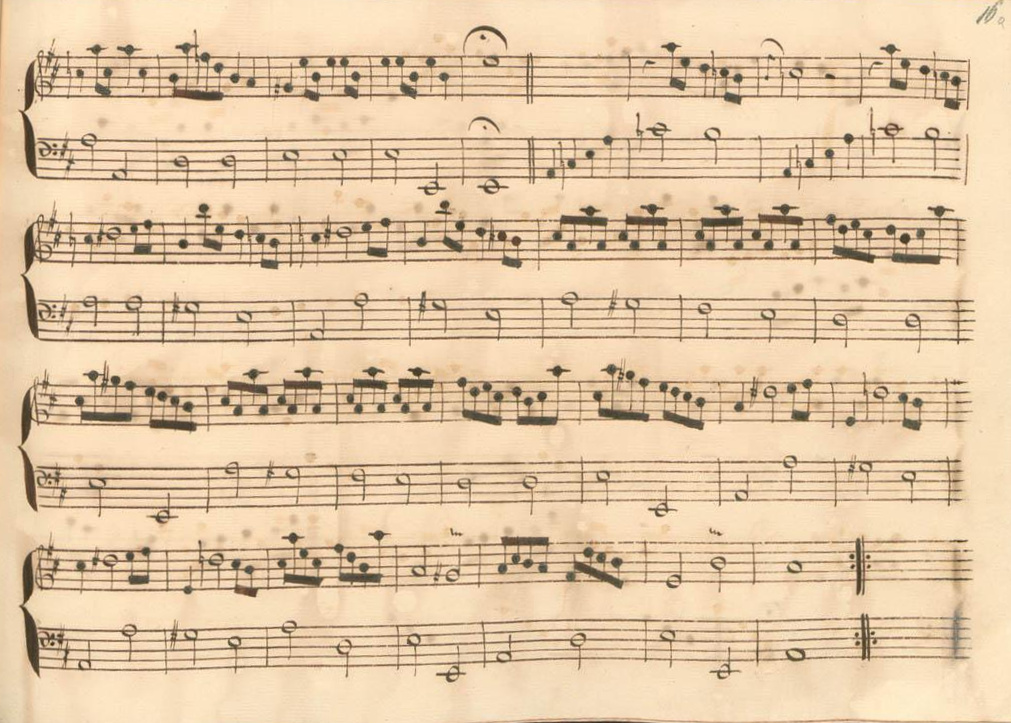
Parme IX 8.
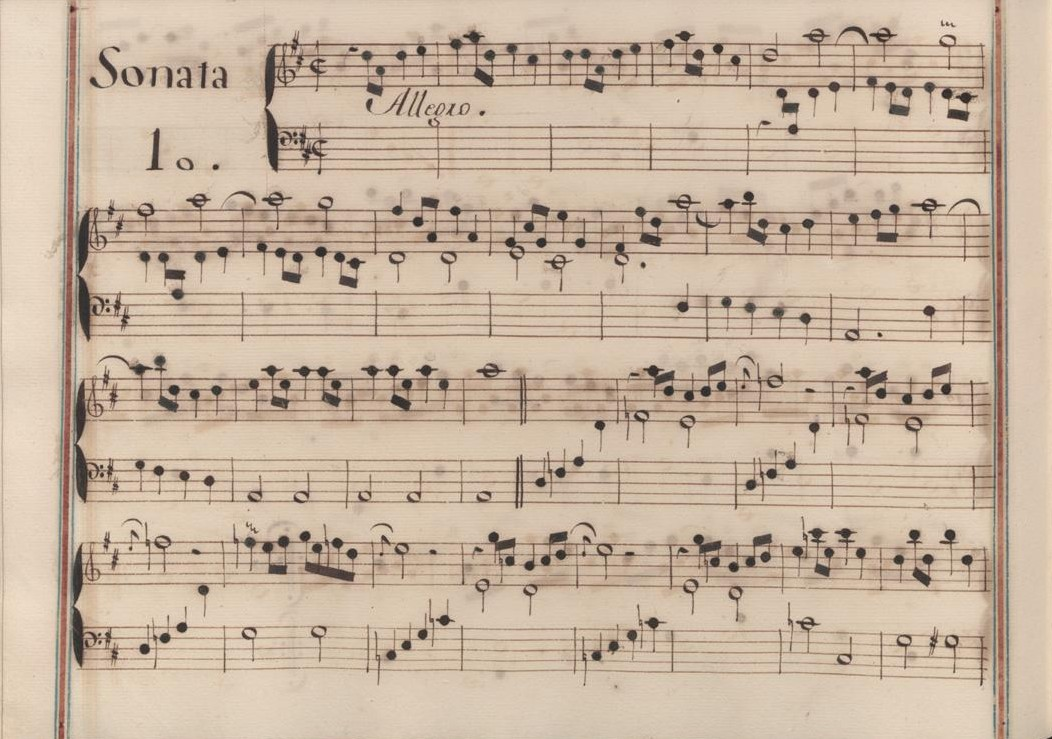
Venise VII 10.
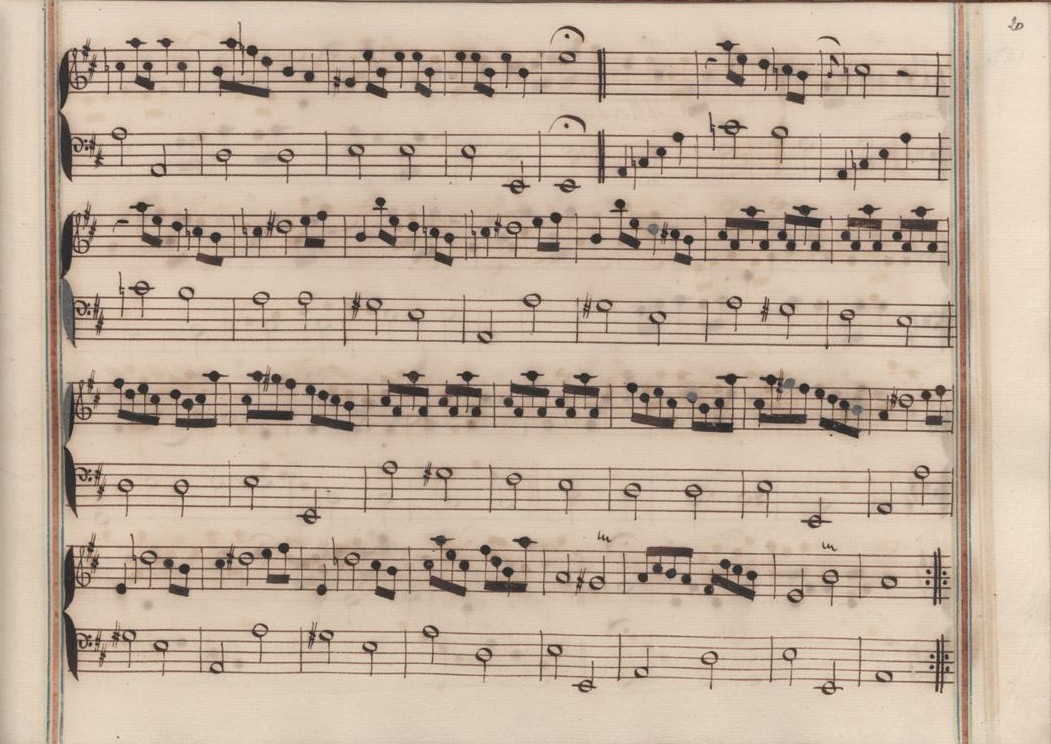
Venise VII 10 (fin de la première section).
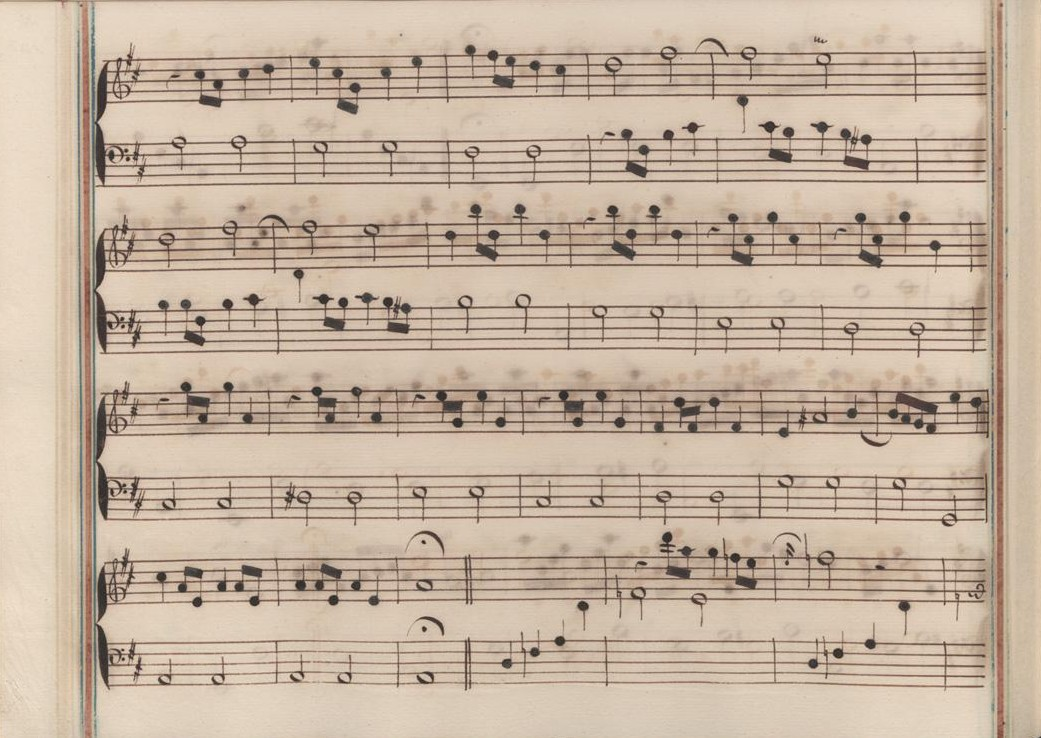
Venise VII 10 (début de la seconde section).
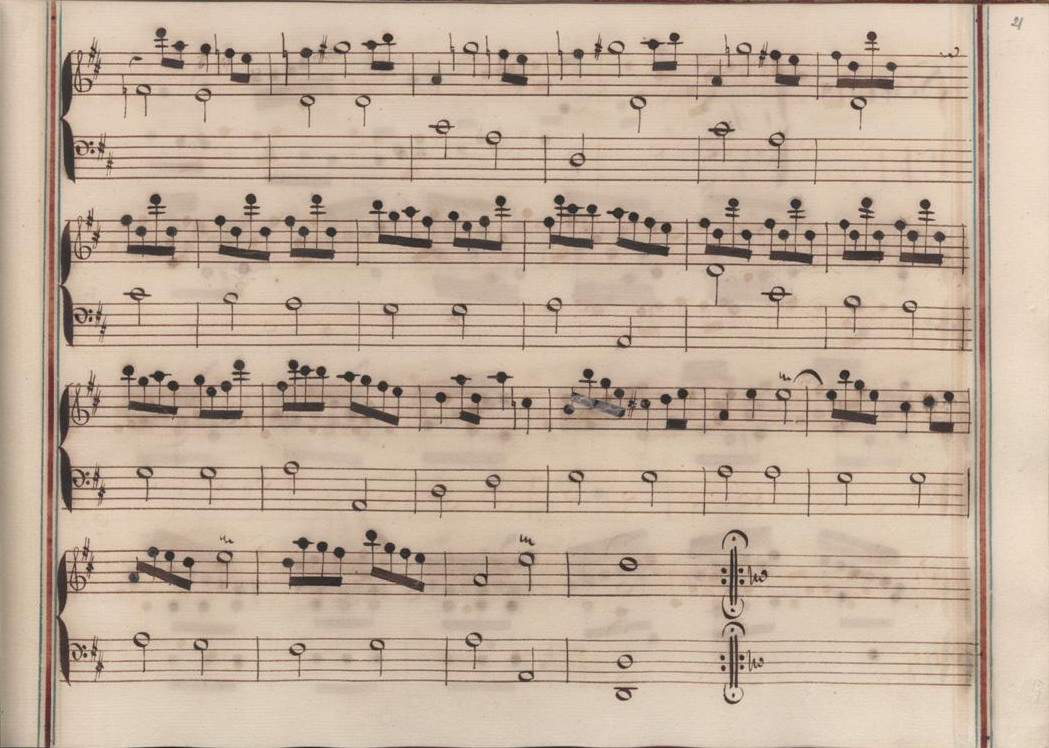
Venise VII 10 (fin de la sonate).

## Interprètes
La sonate K. 335 est défendue au piano, notamment par Gerda Struhal (2007, Naxos, vol. 12), Carlo Grante (2013, Music & Arts, vol. 4) ; au clavecin, elle est jouée par Scott Ross (1985, Erato), Richard Lester (2003, Nimbus, vol. 3) et Pieter-Jan Belder (Brilliant Classics, vol. 8). Roberto Aussel (2004, Æon) et Thibault Cauvin (2013, Vogue-Sony) l'interprètent à la guitare.

## Sources
: document utilisé comme source pour la rédaction de cet article.
- Ralph Kirkpatrick (trad. de l'anglais par Dennis Collins), Domenico Scarlatti, Paris, Lattès, coll. « Musique et Musiciens », 1982 (1re éd. 1953 (en)), 493 p. (ISBN 978-2-7096-0118-4, OCLC 954954205, BNF 34689181).
- Alain de Chambure, « Domenico Scarlatti, Intégrale des sonates — Scott Ross », Erato/Éditions Costallat (2564-62092-2 (livret : 2292-45309-2)), 1985 (OCLC 891183737) .
- (en) Carlo Grante, « Domenico Scarlatti, intégrale des sonates pour clavier (vol. 4) », Music & Arts (CD-1293), 2016 (OCLC 1020680576) .